# Slobozia, Argeș
Slobozia este satul de reședință al comunei cu același nume din județul Argeș, Muntenia, România.

## Personalități
- Gheorghe Alboiu (n. 1934 - d. 1993, Râmnicu Vâlcea), inginer, primar al municipiului Râmnicu Vâlcea
- Ionel Lazăr (n. 1975 - d. 2022, Pitești), interpret de muzică populară